# حسن دوستی
حسن دوستی (1895). – ۲۹ ژانویه ۱۹۹۱) حقوق‌دان و سیاستمدار آلبانیایی بود. او پس از جنگ رهبر بالی ملی بود و کمونیست‌ها او را یکی از بزرگ‌ترین دشمنان آلبانی می‌دانستند. 
حسن دوستی در آلبانی (در آن زمان بخشی از امپراتوری عثمانی ) در روستای کاردیق در نزدیکی جیروکاسترا به دنیا آمد. در آن زمان این روستا بخشی از امپراتوری عثمانی بود و متعلق به ولایت جانینا با اکثریت جمعیت آلبانیایی بود. خانواده او پس از جنگ جهانی اول به ولورا نقل مکان کردند. دوستی سپس برای تکمیل تحصیلات عالی خود در دانشکده حقوق دانشگاه پاریس به پاریس رفت. پس از فارغ‌التحصیلی به آلبانی بازگشت و به عنوان وکیل مشغول به کار شد. در دهه ۱۹۲۰ او به عنوان یکی از اعضای دادگاه کیفری آلبانی تحت مدیریت توما اورولوگاج، که در آن زمان وزیر دادگستری بود، خدمت کرد.